# Ilex discolor
Ilex discolor là một loài thực vật có hoa trong họ Aquifoliaceae. Loài này được Hemsl. mô tả khoa học đầu tiên năm 1878.